# Haltverbot

Abb. 1: Zeichen 283 StVO, absolutes Haltverbot

Abb. 2: Zeichen 286 StVO, eingeschränktes Haltverbot

Das Haltverbot (HV) ist in Deutschland nach der Straßenverkehrsordnung (StVO) ein behördliches Stationierungsverbot, im Straßenverkehr auf öffentlichem Verkehrsgrund zu halten.
„Halten ist eine gewollte Fahrtunterbrechung, die nicht durch die Verkehrslage oder eine Anordnung veranlaßt ist“, so die Legaldefinition in der Allgemeinen Verwaltungsvorschrift zur Straßenverkehrs-Ordnung.
Das Haltverbot kann unter anderem mittels Verkehrszeichen angeordnet werden. Das absolute und das eingeschränkte Haltverbot sind Stationierungsverbote für Fahrzeuge auf der Fahrbahn. Die grundlegenden Verhaltensvorschriften sind in § 12 StVO geregelt.
Umgangssprachlich wird das absolute Haltverbot auch als Halteverbot und das eingeschränkte Haltverbot als Parkverbot bezeichnet. In Deutschland sind absolutes und eingeschränktes Haltverbot die amtlichen Begriffe, den Begriff Parkverbot verwendet die StVO anders.

## Grundsätze
Es darf immer und überall dort gehalten werden, wo es nicht verboten ist. Hierbei ist die gesamte Straßenverkehrsordnung in ihrem Kontext zu sehen.
In § 2 StVO ist die Fahrbahnbenutzung durch Fahrzeuge vorgeschrieben. Dort heißt es in Absatz 1 einfach: „Fahrzeuge müssen die Fahrbahn benutzen […].“ Gehwege gehören nicht zur Fahrbahn, woraus folgt, dass auf Gehwegen generell nicht gehalten werden darf (Nutzungsverbot für Fahrzeuge), sofern es nicht ausdrücklich durch Verkehrszeichen 315   (Parken auf Gehwegen für Fahrzeuge mit einem zulässigen Gesamtgewicht bis zu 2,8 t) oder durch Parkflächenmarkierungen auf dem Gehweg erlaubt ist.
Zu unterscheiden sind:
- Haltverbot: Fahrzeugführer dürfen nicht halten oder parken (außer verkehrsbedingt – siehe Warten – oder bei Vorliegen besonderer Umstände wie dem Notstand).
- Parkverbot: Fahrzeugführer dürfen nicht parken.

Folgende Definitionen sind zu beachten:
- Halten ist nach VwV-StVO zu § 12 Abs. 1 „eine gewollte Fahrtunterbrechung, die nicht durch die Verkehrslage oder eine Anordnung veranlaßt ist.“ In Österreich gilt Halten als „freiwilliges Abstellen des Fahrzeugs bis zu 10 Minuten oder für die Dauer einer Ladetätigkeit.“
- Parken ist in § 12 Abs. 2 StVO definiert: „Wer sein Fahrzeug verlässt oder länger als drei Minuten hält, der parkt.“
- Warten: Wird die Fahrt aufgrund einer Anordnung oder der Verkehrssituation unterbrochen, wird im Sinne der StVO nicht gehalten, sondern gewartet. Warten „wird dem unterbrochenen Verkehrsvorgang des fließenden Verkehrs zugerechnet“.[3] Das Haltverbot kommt daher nicht zum Tragen; ohne Legaldefinition. Beispiele sind das Warten
  - im Stau,
  - an einer roten Ampel,
  - bei geschlossener Bahnschranke oder
  - durch polizeiliches Zeichen oder Weisung.
- Liegenbleiben: Wird die Fahrt betriebsbedingt (z. B. Betriebsstörung/Panne, Energiemangel) unterbrochen, so hält der Fahrzeugführer ebenfalls nicht, sondern bleibt liegen (ohne Legaldefinition). Verbleibt das Fahrzeug jedoch im Haltverbot, obwohl die Beseitigung möglich wäre, wird aus dem Liegenbleiben das unzulässige Parken.

## Haltverbot nach StVO
§ 12 Abs. 1 StVO bestimmt:
„Das Halten ist unzulässig
1. an engen und an unübersichtlichen Straßenstellen,
2. im Bereich von scharfen Kurven,
3. auf Einfädelungsstreifen und auf Ausfädelungsstreifen,
4. auf Bahnübergängen,
5. vor und in amtlich gekennzeichneten Feuerwehrzufahrten.“

Gemäß § 41 Abs. 1 StVO sind alle in Anlage 2 StVO „durch Vorschriftzeichen […] angeordneten Ge- oder Verbote zu befolgen“.
Verboten ist das Halten
- auf Autobahnen (Zeichen 330.1 ) und Kraftfahrstraßen (Zeichen 331.1 ): „Halten, auch auf Seitenstreifen, ist verboten.“[4]
- „auf Fahrstreifen mit Dauerlichtzeichen“[5]
- auf gesperrten Straßen, zum Beispiel mit Zeichen 250 StVO  oder Zeichen 242.1 StVO [6]
- im absoluten Haltverbot (Zeichen 283), bis zur StVO-Novelle 2009 vereinfacht als Haltverbot bezeichnet.
- innerhalb eines Kreisverkehrs (Zeichen 215) auf der Fahrbahn,
- an Taxenständen (Zeichen 229), ausgenommen für betriebsbereite Taxis,
- auf sowie bis zu fünf Meter vor Fußgängerüberwegen (Zeichen 293),
- links einer durchgehenden Fahrbahnbegrenzungslinie (Zeichen 295), wenn rechts ein befestigter Seitenstreifen oder Sonderweg vorhanden ist,
- auf einer mit Pfeilen markierten Strecke der Fahrbahn (Zeichen 297),
- innerhalb einer Grenzmarkierung für Halt- oder Parkverbote (Zeichen 299).
- bis zu zehn Meter vor folgenden Verkehrszeichen, wenn sie dadurch verdeckt werden:
  -  einem Andreaskreuz (Zeichen 201),
  -  dem Zeichen Vorfahrt gewähren. (Zeichen 205),
  -  dem Zeichen Halt. Vorfahrt gewähren. (Stoppschild, Zeichen 206).
  -  vor einer Lichtzeichenanlage (Ampel, Zeichen 131 ist nicht notwendig)

Vor der StVO-Novelle 2009 waren diese Haltverbote über mehrere Paragraphen der StVO verteilt zu finden, der Großteil im § 12 StVO alter Fassung. Zur Vereinheitlichung finden sich jetzt alle Ge- und Verbote durch Verkehrszeichen in Spalte 3 der Anlage 2 StVO wieder.

### Verkehrsverbote
In Bereichen, in denen ein generelles Verkehrsverbot gilt (beispielsweise auf Bussonderfahrstreifen , in Bereichen eines expliziten Verkehrsverbots  oder auf Sperrflächen ), gilt dieses Verbot während seines Gültigkeitszeitraumes nicht nur für den fließenden, sondern explizit auch für den ruhenden Verkehr. Es darf entsprechend weder gefahren, noch gehalten oder geparkt werden. Geparkte Fahrzeuge dürfen durch die Ordnungsbehörden im Rahmen der Gefahrenabwehr abgeschleppt oder umgesetzt werden.

### Eingeschränktes Haltverbot nach Zeichen 286
Das Zeichen 286 , eingeschränktes Haltverbot, gebietet:

„1. Wer ein Fahrzeug führt, darf nicht länger als drei Minuten auf der Fahrbahn halten, ausgenommen zum Ein- oder Aussteigen oder zum Be- oder Entladen. 2. Ladegeschäfte müssen ohne Verzögerung durchgeführt werden.“

Bis zur StVO-Novelle 2009 wurde dieses Zeichen auch als Parkverbot bezeichnet; dieses ist seitdem jedoch nach StVO anders definiert.

### Gültigkeitsbereich der Zeichen 283 und 286

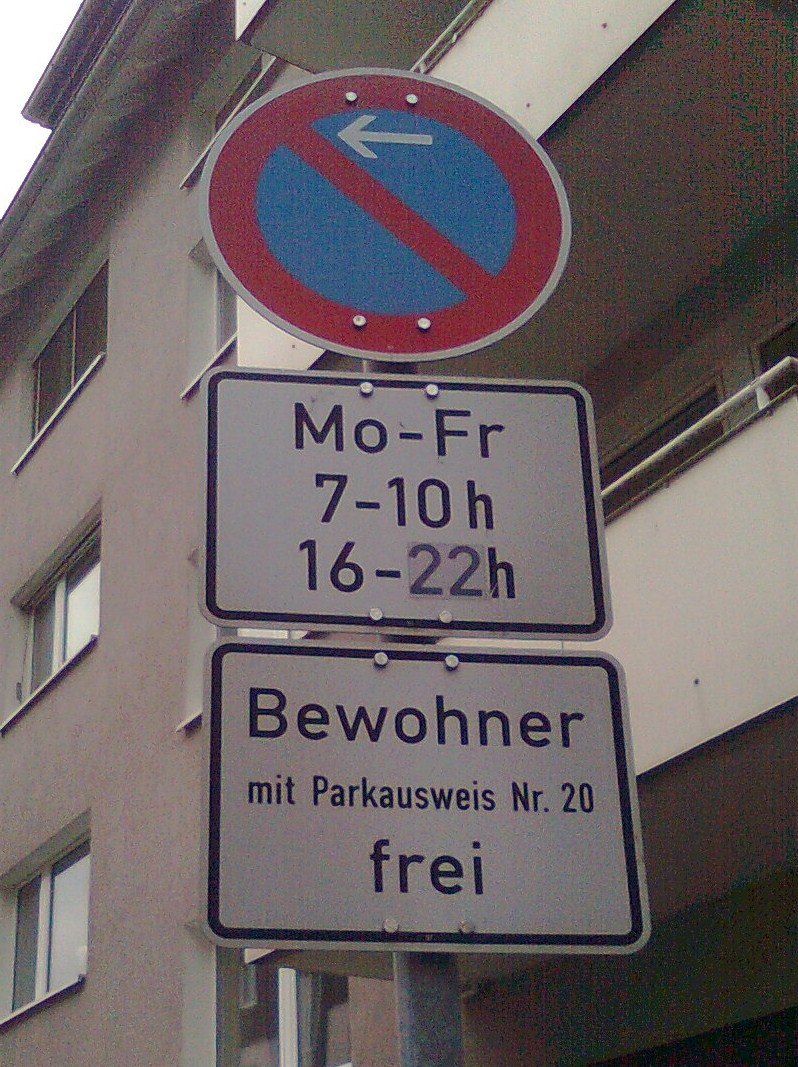
Eingeschränktes Haltverbot, zeitlich beschränkt und Außerkraftsetzung

Die durch Zeichen 283  und 286  angeordneten Haltverbote beginnen am Standort des Verkehrszeichens und gelten nur auf der Fahrbahn der Straßenseite, auf der die Zeichen angebracht sind. Sie gelten in Fahrtrichtung bis zur nächsten Kreuzung oder Einmündung auf derselben Straßenseite oder bis durch andere Verkehrszeichen für den ruhenden Verkehr eine andere Regelung vorgegeben wird.
Weiße Pfeile in den Zeichen 283 und 286 zeigen den Anfang, das Ende oder die Fortsetzung des Haltverbots an. Der Anfang der Verbotsstrecke kann durch einen zur Fahrbahn weisenden waagerechten Pfeil im Zeichen, das Ende durch einen von der Fahrbahn wegweisenden Pfeil gekennzeichnet sein. (Das Zeichen für den Anfang der Verbotsstrecke sieht daher z. B. in Einbahnstraßen auf der rechten und linken Straßenseite genau spiegelbildlich aus; immer zeigt der Pfeil zur Fahrbahn, auf der rechten Straßenseite zeigt er nach links, auf der linken nach rechts.)
Für die rechts- und linksseite Einrichtung eines Halteverbots sind die folgenden Zeichen festgelegt:
Bei in der Verbotsstrecke wiederholten Zeichen weist eine Pfeilspitze zur Fahrbahn, die zweite von ihr weg. Die Bedeutung der Pfeile wird anschaulich, wenn man sich die Zeichen zur Fahrbahn gedreht vorstellt; so gedreht, würden die Pfeile auf den Bereich zeigen, für den das Haltverbot gilt. Aus diesem Grund sind die „Verbotszeichen mit Pfeilen […] im spitzen Winkel zur Fahrbahn anzubringen“.
Haltverbote können zeitlich, also stündlich und wochentäglich oder auch über Zeiträume hinweg, beschränkt werden.
Mangels definiertem Beginn (Zeichen 283-10 Haltverbot oder 283-50 Beginn des Haltverbots) der Verbotsstrecke eines Haltverbots ist ein rückwärts weisendes Schild (Zeichen 283-20 Ende des Haltverbots) für sich allein rechtsunwirksam und muss daher nicht beachtet werden (BVerwG DAR 1975, 250 und VRS 49, 306; BayObLG VerkMitt. 76 10; OLG Hamm VRS 50 469; KG Berlin VRS 47 313).

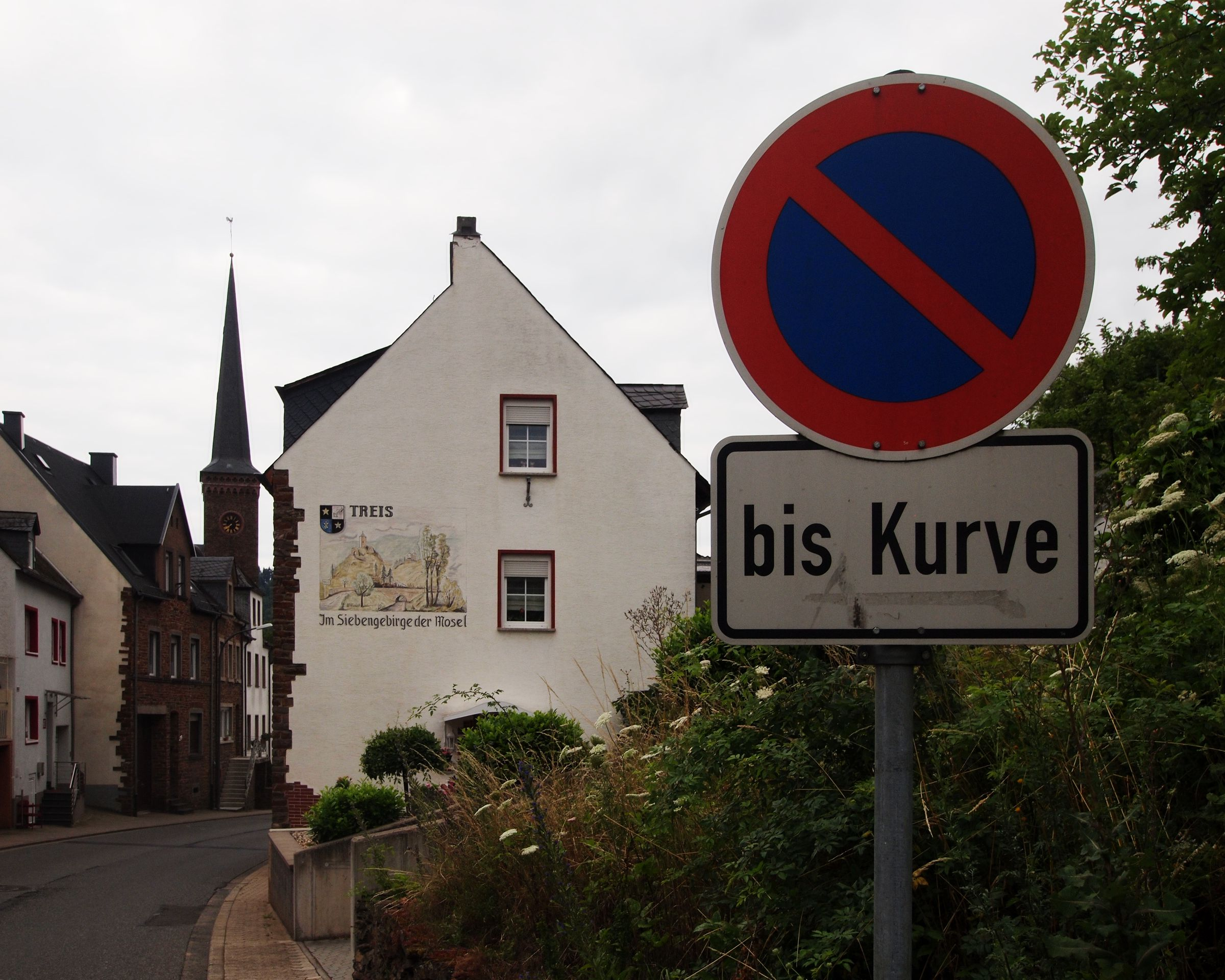
Haltverbot mit Zusatzzeichen bis Kurve

#### Ausnahmen und Einschränkungen
- Durch ein Zusatzschild „Bewohner mit besonderem Parkausweis frei“ (Zusatzzeichen 1020–32 ) tritt das Haltverbot für die genannte Personengruppe außer Kraft, sofern sich der jeweils für ein Kraftfahrzeug oder Anhänger gültige Parkausweis an der vorgeschriebenen Stelle lesbar in diesem befindet (siehe Bewohnerparken).[11]
- Das Zusatzzeichen (Zusatzzeichen 1020–11 ) nimmt Schwerbehinderte z. B. mit außergewöhnlicher Gehbehinderung und Blinde, jeweils mit besonderem Parkausweis, vom Haltverbot aus. Auch hier muss der gültige Parkausweis dann von außen gut lesbar im Fahrzeug ausgelegt oder angebracht sein.[12] In Deutschland gibt es drei verschiedene Parkausweise für Schwerbehinderte, den Blauen, den Orangen und den Gelben. Alle 3 Ausweise erlauben den Schwerbehinderten das Parken im eingeschränkten Haltverbot bis zu 3 Stunden. Hier muss zusätzlich die Parkscheibe ausgelegt werden.
- Das Zusatzzeichen „Elektrofahrzeuge während des Ladevorgangs frei“  (Zusatzzeichen 1026-60) erlaubt das Halten von Elektrofahrzeugen während des Ladevorgangs.[13]
- Das Zusatzzeichen „Einsatzfahrzeuge frei“ (Zusatzzeichen 1026–33 ) erlaubt das Halten von Einsatzfahrzeugen, meist Fahrzeuge von Polizeibehörden, im Bereich eines Haltverbotes, beispielsweise im näheren Umfeld einer Polizeidienststelle oder eines Amtsgerichts oder vor Dienstgebäuden der Institute für Rechtsmedizin. Dies können auch Privatfahrzeuge sein.[13]

Durch Parkflächen-Markierung gekennzeichnete Flächen im absoluten Haltverbot sind für entsprechend dem Zusatzschild ausgenommene Fahrzeuge reserviert.

#### Seitenstreifen
Durch das Zusatzzeichen 1060–31  immer in Verbindung mit Zeichen 283  oder 286  kann das Halten auf dem Seitenstreifen, zusätzlich zu dem eigentlichen Verbot auf der Fahrbahn, untersagt werden.
Die Kombination aus Zeichen 286  und Zusatzzeichen 1053–34  hingegen bezieht sich immer nur auf das Halten auf dem Seitenstreifen allein und nicht auf der Fahrbahn daneben. Dadurch kann, beispielsweise durch Zeichen 283 , eine andere Regelung für die Fahrbahn getroffen werden.

### Haltverbot für eine Zone

Abb. 4: Zeichen 290.1 StVO, Beginn eines eingeschränkten Haltverbots für eine Zone

Durch Zeichen 290.1 StVO  kann ein ganzer Gültigkeitsbereich (Zone) mit einem eingeschränkten Haltverbot belegt werden. Fahrzeugführer dürfen innerhalb der gekennzeichneten Zone nicht länger als 3 Minuten halten, ausgenommen zum Ein- oder Aussteigen oder zum Be- oder Entladen. Dieses eingeschränkte Haltverbot für eine Zone wird durch Zeichen 290.2 StVO wieder aufgehoben.
Innerhalb der gekennzeichneten Zone gilt das eingeschränkte Haltverbot auf allen öffentlichen Verkehrsflächen (Fahrbahn, Seitenstreifen etc.), sofern nicht abweichende Regelungen durch Verkehrszeichen (beispielsweise Behindertenparkplätze ), Verkehrseinrichtungen oder Markierungen (Parkflächenmarkierungen) getroffen sind. Weiterhin kann innerhalb der durch Parkflächenmarkierungen gekennzeichneten Flächen durch entsprechende Zusatzzeichen, die immer in Kombination mit dem Zonenverbotsschild (Zeichen 290.1) angebracht sind und so bei der Einfahrt in diese Zone die entsprechenden Hinweise liefern, das Parken mit einem Bewohner-Parkausweis (Zusatzzeichen 1020-32 ), mit einer Parkscheibe (Zusatzzeichen 1040-32 , Zusatzzeichen 1040-33 ) oder mit Parkschein (Zusatzzeichen 1052-33 , Zusatzzeichen 1053-32 ) vorgeschrieben werden.
Innerhalb einer Haltverbotszone kann aber weiterhin ein absolutes Haltverbot auf der Fahrbahn durch Zeichen 283  (zusätzlich auf dem Seitenstreifen mit Zusatzzeichen 1060-31  in Kombination) gelten. Es ist also auch innerhalb einer solchen Zone auf weitere Haltverbotszeichen zu achten; diese sind zusätzlich zu befolgen.
Auch die durch § 12 Abs. 1 StVO bestimmten absoluten Haltverbote sowie weitere durch andere Verkehrszeichen bleiben unberührt.

## Brandschutz – Haltverbote nach landesrechtlichen Vorschriften
Haltverbote nach landesrechtlichen Brandschutzvorschriften ergänzen und erweitern dasjenige aus § 12 Abs. 1 Nr. 5 StVO, indem sie neben Feuerwehrzufahrten auch Durchfahrten sowie Aufstell- und Bewegungsflächen für die Feuerwehr umfassen. Solche Flächen sind zu kennzeichnen, anders als Feuerwehrzufahrten aus § 12 Abs. 1 Nr. 5 StVO aber nicht zwingend „amtlich“. Das Haltverbot gilt aber selbst dann, wenn eine solche Kennzeichnung fehlt. Die Kennzeichnung ist als Folge des Föderalismus in Deutschland nicht bundeseinheitlich geregelt. Einerseits kommt nach § 45 Abs. 1 Satz 2 Nr. 5 StVO die Verwendung der Zeichen 283 und 299 in Betracht, entweder allein stehend oder durch Zusatzzeichen ergänzt (wie in Abbildung 5); andererseits werden aber auch andere Zeichen verwendet, die nicht im VzKat enthalten sind. Manche landesrechtlichen Vorschriften schreiben dazu die Beachtung der DIN 4066-2 vor und geben Mindestgröße (594 × 210 mm) und Textinhalt („Feuerwehrzufahrt“ bzw. „Fläche für die Feuerwehr“) verbindlich vor.

Haltverbote nach landesrechtlichen Brandschutzvorschriften werden unterschiedlich gekennzeichnet
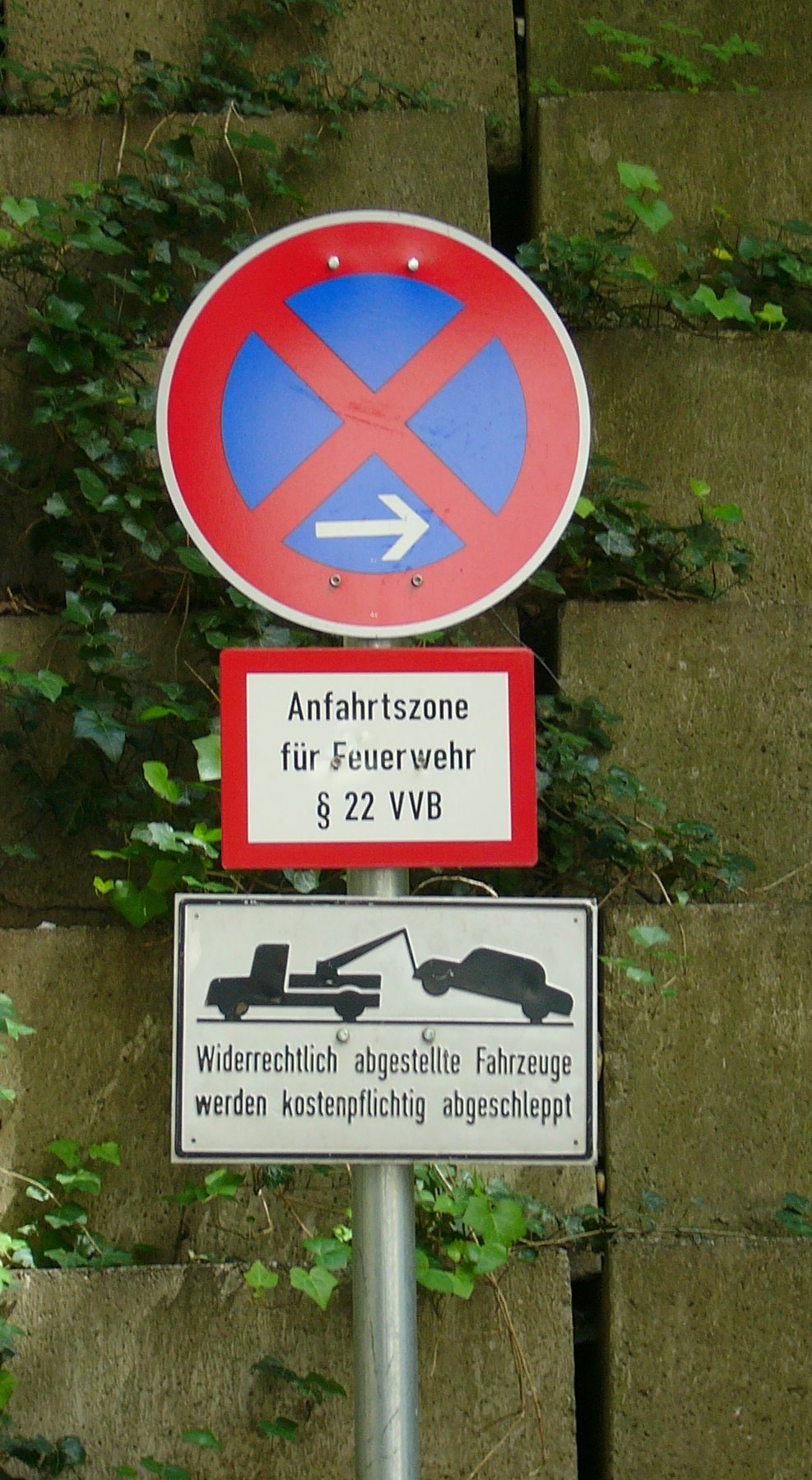
Zeichen 283-20 mit Zusatzschild „Anfahrtszone für Feuerwehr § 22 VVB“ und das nicht normierte Zusatzschild „Widerrechtlich abgestellte Fahrzeuge werden kostenpflichtig abgeschleppt“
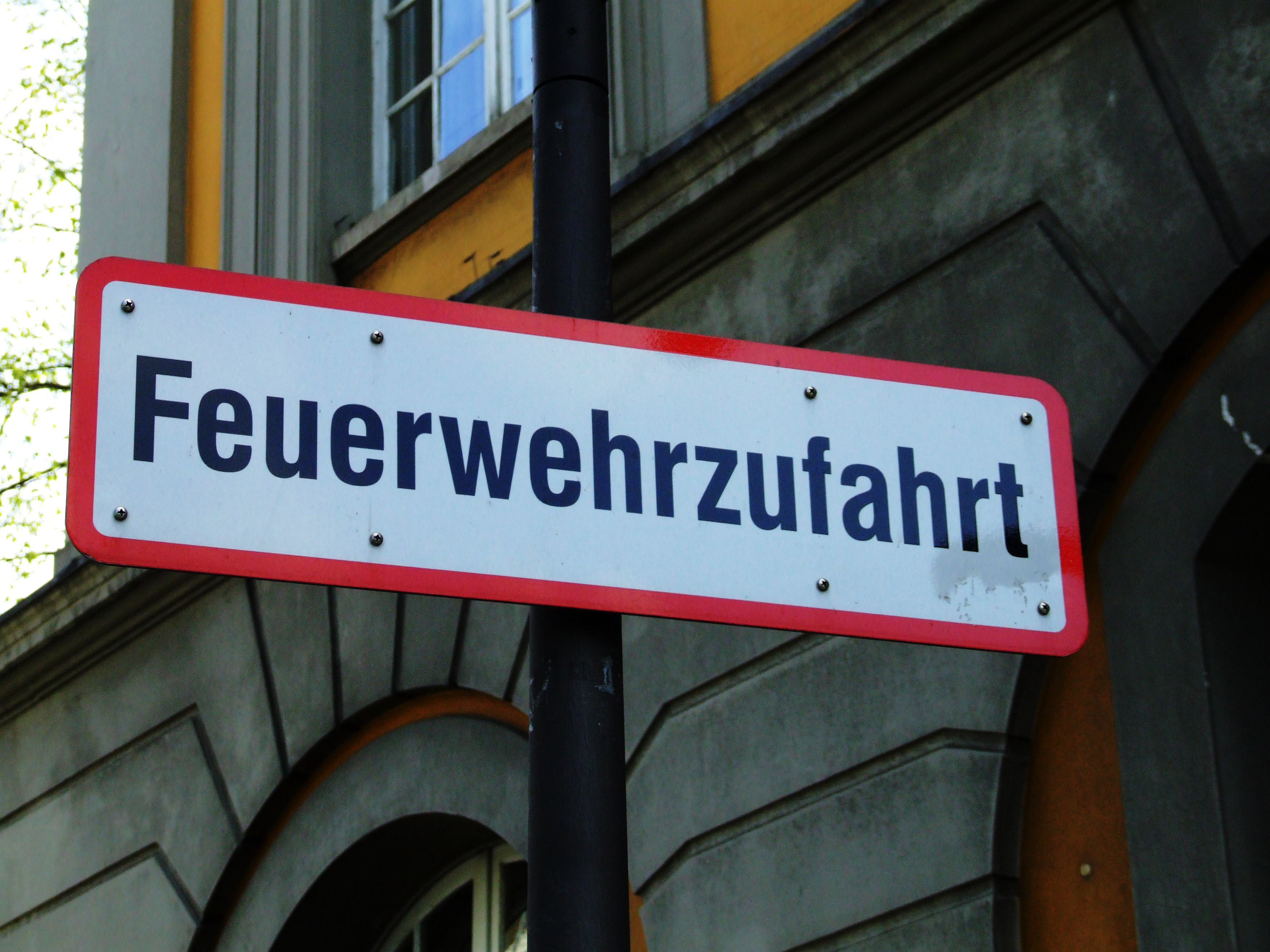
Schild Feuerwehrzufahrt nach DIN 4066-2, ohne ausstellende Behörde und ohne Dienstsiegel
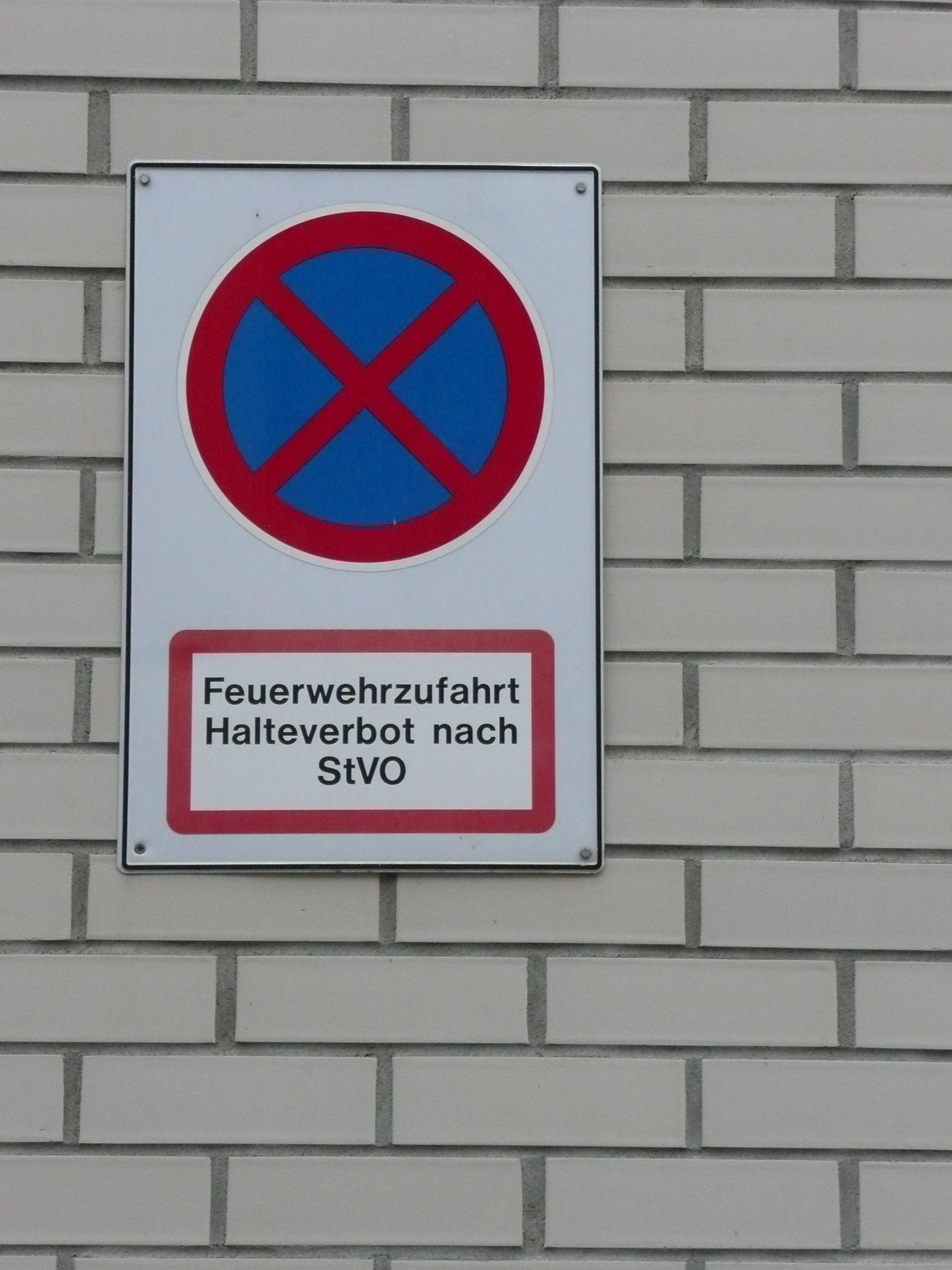
Zeichen 283, mit Zusatzschild Feuerwehrzufahrt Halteverbot nach StVO nach DIN 4066-2, ohne ausstellende Behörde und ohne Dienstsiegel
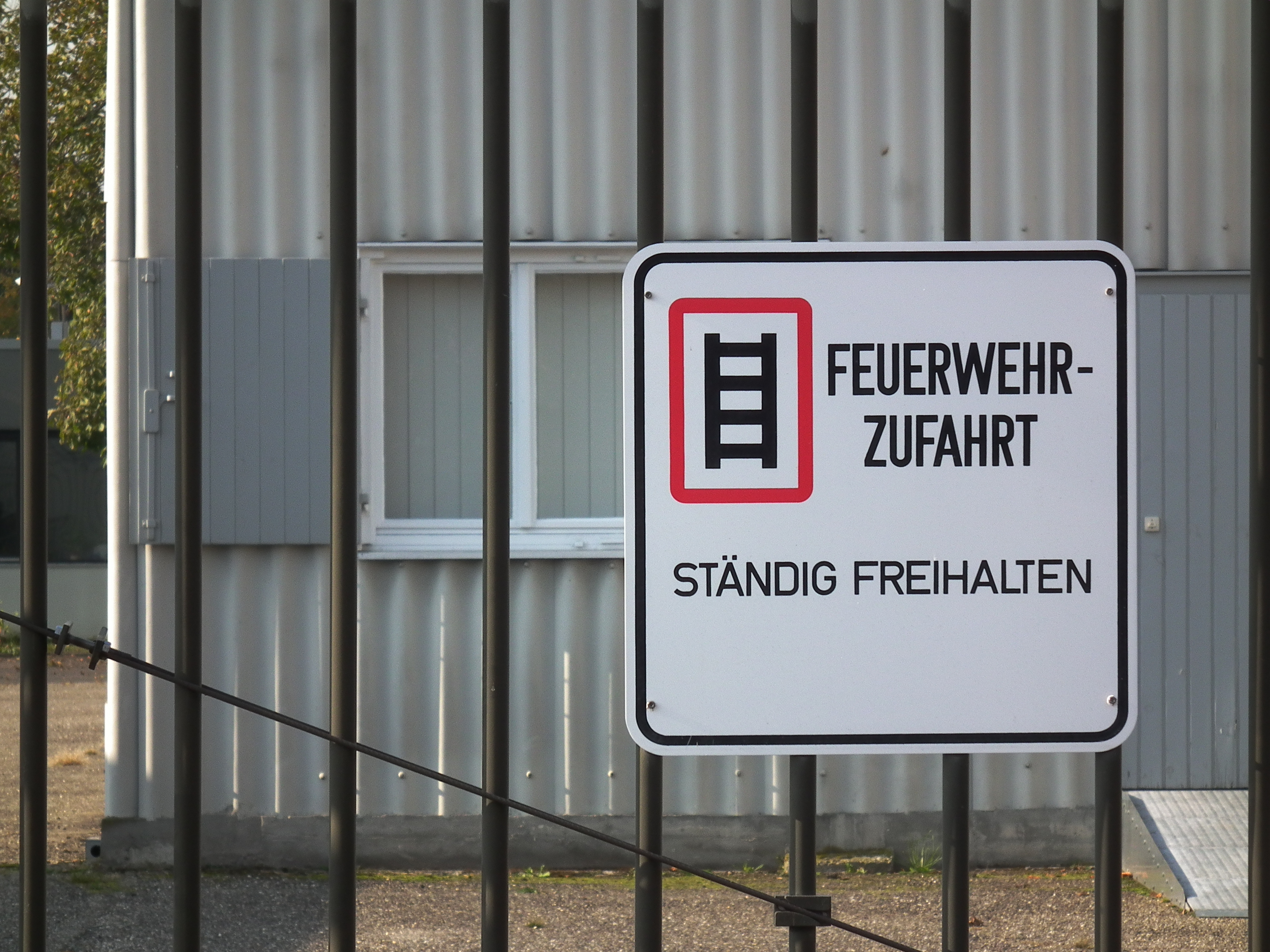
Kennzeichnung einer Feuerwehrzufahrt in Heidelberg, ohne ausstellende Behörde und ohne Dienstsiegel

Haltverbote nach landesrechtlichen Brandschutzvorschriften werden – wenn überhaupt – nur nach landesrechtlichen Vorschriften sanktioniert, eine Bestrafung nach dem Bußgeldkatalog kommt üblicherweise nur in Betracht, wenn zusätzlich die dortigen Voraussetzungen vorliegen. Abschleppen ist möglich, wenn eine Gefahr für die öffentliche Sicherheit besteht. Generell empfiehlt es sich daher, Rettungswege für die Feuerwehr ungeachtet der anzuwendenden Rechtsvorschriften freizuhalten.

## Temporäre Haltverbote
Bestimmte Umstände können ein Haltverbot erfordern, zum Beispiel wenn im öffentlichen Verkehrsraum Nutzungen stattfinden, die über den Gemeingebrauch hinausgehen (vergleiche Sondernutzung). Anlässe hierfür sind Veranstaltungen, Filmaufnahmen, Umzüge, Reinigungs- und Bauarbeiten usw. Hierfür genehmigt die Straßenverkehrsbehörde auf Antrag kostenpflichtig und nach Interessenabwägung sowie rechtlicher Prüfung ein zeitlich befristetes Haltverbot (der Bereich wird als Bedarfshaltverbotszone bezeichnet). Dieses muss drei Tage vor dessen Inkrafttreten durch Aufstellung von entsprechenden Verkehrszeichen (in aller Regel das Zeichen 283 mit Zusatzschild, z. B. Zusatzzeichen 1040-34, ggf. auch noch Zusatzzeichen 1060-31 zusätzlich für den Seitenstreifen) den Verkehrsteilnehmern bekannt gegeben werden.
Ferner ist bei der Aufstellung eine sogenannte Vormerkliste zu erstellen. Diese enthält Angaben über die geparkten Fahrzeuge, die sich im künftigen Haltverbotsbereich befinden (Datum, Uhrzeit, Örtlichkeit, Kfz-Kennzeichen, Hersteller).
Die umgangssprachlich als „mobile Haltverbote“ bezeichneten Strecken werden aufgrund einer verkehrsrechtlichen Anordnung der örtlich und sachlich zuständigen Straßenverkehrsbehörde bestimmt. Die Durchführung – also Aufstellung der Schilder – obliegt in der Regel einer Behörde bzw. Stelle dieser Verwaltung, der örtlich und sachlich zuständigen Polizei oder dem Unternehmer (Schilderdienst). Dies geschieht in aller Regel durch Aufstellung von Verkehrszeichen, die nicht im Boden verankert sind, sondern deren Masten in Fußplatten stecken.
Bei konkreten Verkehrsbehinderungen durch unberechtigt abgestellte Fahrzeuge kann nach Ablauf der oben genannten Frist die Polizei hinzugezogen werden, die bei Vorliegen aller Voraussetzungen (Beschaffenheit der Schilder, Aufstellplätze, Übereinstimmung mit der Genehmigung des temporären Haltverbots) die Fahrzeuge abschleppen lassen kann. Dabei tritt die Polizei in Vorleistung für die Abschlepp- und Polizeikosten. Im Nachgang werden sämtliche Kosten dem verantwortlichen Fahrzeugführer oder ersatzweise dem Fahrzeughalter im Verwaltungsverfahren in Regress gestellt. Alternativ ist die Entfernung der Fahrzeuge auf Kosten des Veranlassers möglich. In diesem Fall kann der Fahrzeugführer oder ersatzweise der Fahrzeughalter auf dem Zivilrechtsweg in Regress genommen werden.
Ein Abschleppen ist insbesondere nur dann möglich, wenn eine konkrete Verkehrsbehinderung besteht. Demnach darf also ein Falschparker nicht alleine aufgrund der Genehmigung des temporären Haltverbots abgeschleppt werden.
Wie bei allen amtlichen Verkehrszeichen ist das Aufstellen, Entfernen oder Versetzen ein Hoheitsakt, sodass Verstöße ein Vergehen der Amtsanmaßung darstellen können.

## Sanktionierung
Bei Verstoß gegen das Haltverbot begeht ein Fahrzeugführer bzw. der Fahrzeughalter in Deutschland eine Verkehrsordnungswidrigkeit gemäß dem Grunddelikt aufgrund § 49 StVO und § 24 StVG. Das Verwarnungsgeld ist im bundeseinheitlichen Bußgeldkatalog normiert. Mit der StVO-Novelle, die seit dem 9. November 2021 gilt, werden für viele Haltverstöße höhere Verwarn- bzw. Bußgelder angesetzt. Für das Halten an Stellen, wo dies durch Verkehrszeichen untersagt ist, fällt in der Regel ein Bußgeld in Höhe von 20 Euro an, bei gleichzeitiger Behinderung anderer Verkehrsteilnehmer steigt dies auf 35 Euro. Das Halten in zweiter Reihe wird mit einem Bußgeld in Höhe von 55 bis 100 Euro sanktioniert. Je nach Einzelfall kann auch noch ein Punkt in Flensburg hinzukommen. 
Ein Umsetzen auf einen legalen freien Parkplatz oder das Abschleppen von Falschparkern in eine amtliche oder private Verwahrstelle kann in diesem Falle legitim sein und von amtlicher Stelle angeordnet werden. Die hierfür anfallenden Kosten hat im Regelfall der Fahrzeughalter bzw. der zum Zeitpunkt des Abstellens des Fahrzeuges entsprechende Fahrzeugführer zu tragen. Diese Kosten übersteigen in der Summe mit der dabei noch zusätzlich, je nach Bundesland in unterschiedlicher Höhe, anfallenden Verwaltungsgebühr (kommunal) die Höhe des eigentlichen Verwarngeldes meist um ein Mehrfaches.